# ウォッチドッグス2
『ウォッチドッグス2』（Watch Dogs 2） は、ユービーアイソフトモントリオールが開発したオープンワールド型アクションゲーム。『ウォッチドッグス』の続編。対応プラットフォームはWindows、PlayStation 4、Xbox One。
海外版は2016年11月15日、国内版は12月1日に発売された。
また、2020年10月29日には本作の13年後のロンドンを舞台とした続編である『ウォッチドッグス レギオン』が発売された。

## 概要
舞台は前作のシカゴからサンフランシスコへと移り、前回のハードボイルドな雰囲気から西海岸らしく開放的な街並みの構成となっている。
プレイヤーは基本的にサードパーソン視点で主人公・マーカスを操作し、ゲームを進める。
本作の主人公・マーカスが所属するハッカー集団「デッドセック（DedSec）」は前作にも登場した団体であり、エイデンやT-ボーンといった前作からの登場人物も何人かは引き続き登場する。
それぞれのミッションを完了する方法は一通りではなく、ある時はドローンで密かに侵入したり、ある時は銃火器で正面から突破して行くなど、プレイヤーそれぞれのスタイルでミッションを攻略することが可能。
本作では経験値の概念がデッドセックのフォロワー数という概念で表現され、ミッション攻略の他にもScout X（各地の観光名所、人物とのいわゆる自撮り写真をSNSにアップロードする）、Driver SF（アプリ上で利用者を検索し、いわゆる相乗りタクシーで利用者の希望する目的地に運転送迎する）ミッション序盤で追加されるペイントアート（本作上でのタグ付け）などといった一部のサイドミッション・探索要素でも獲得できるようになった（ただし、敵との戦闘・追跡の回避などと言った反社会行為では基本的に得られなくなった）。前作のスキルポイントは「リサーチポイント」となり、フォロワーが一定数に達する・マップの特定ポイントを回収するなどで増加する。
また本作ではオンライン要素も充実しており、インターネットで繋がった他のプレイヤーと様々な遊びができる。ある時は一緒にミッションをクリアしたり、またある時は警察に加担して他のプレイヤーの逮捕に協力するなど、前作に比べて、遊びの幅が広がっている。
2016年6月には『ウォッチドッグス』と『ウォッチドッグス2』の映画化が決定された。しかし、2024年9月現在、映画化の話は達成されていない。

## ストーリー
シカゴでエイデン・ピアースが悪名高き都市管理システム「ctOS」を破壊してから3年後の2016年。サンフランシスコでは、ctOSの次世代版である「ctOS 2.0」が導入されていた。
このシステムの機能の一つである「犯罪予知機能」に誤認識されてしまった主人公マーカス・ホロウェイは、ctOSの開発企業である「ブルーム社」が自社にとって都合の悪い人物の犯罪歴を捏造し、犯罪者に仕立て上げていた事実を知る。罪のない人のデータ改ざんに憤りを覚えたマーカスは、既にブルーム社と対立していたハッカー集団「デッドセック」（DedSec）と連絡を取り、ctOSのデータセンターに侵入し自身のデータを消去するという試験をクリアし、デッドセックへの加入を果たす。
マーカスとデッドセックの仲間たちは、ctOS 2.0をシャットダウンしてサンフランシスコをブルーム社の支配から解放し、市民に本当の自由を取り戻そうと考える。ただ、ブルーム社のシステムに対抗するためには、大きな演算処理が可能なネットワークが必要になる。そこでマーカスやシターラたちは、デッドセックの活動に賛同してくれた市民（フォロワー）に「デッドセックアプリ」をダウンロードしてもらい、そのアプリが入ったスマホの演算能力を利用して巨大なネットワークを構築する計画を立てる。デッドセックのフォロワー数を増やすため、マーカスは持ち前のハッキングとパルクールの能力を駆使し、仲間たちと共に様々なオペレーションに挑んでいく。
フォロワー数を伸ばしていく過程でマーカス達は、ブルーム社と提携する多くの企業や団体が、ctOSネットワークを利用したサービスの裏で個人情報を不正に収集していることを知る。また、その個人情報を売買または利用して高額の利益を得ていた事実を掴み、その事実を次々と世間に明るみにしていく。しかし、ブルーム社の最高技術責任者のドゥシャン・ネメックは、デッドセックの存在を疎ましく思いながらも、その一方でデッドセックの存在をも利用した、さらなる陰謀を画策していた。

## 登場人物

### デッドセック・サンフランシスコ
マーカス・ホロウェイ（Marcus "Retr0" Holloway）
日本語版声優：内田夕夜
本作の主人公。サンフランシスコのオークランド出身で、24歳の黒人男性。「Retr0」の名で知られる凄腕のハッカー。優れた運動神経を持っており、パルクールを駆使して自分の足で現場に潜入しネットワークに侵入する「フィジカルハッキング」が得意分野。射撃や自作の武器「サンダーボール」を使った近接戦闘にも長けている。パソコンとスマートフォン以外にも、ドローンやラジコンを用いた攻撃やハッキングを行うことができる。
ctOSの犯罪予知機能に誤認識されたのをきっかけに、デッドセック・サンフランシスコに加わる過程で彼がctOS2.0にバックドアを設置した。これによって前作よりも幅広い人数のスマートフォンに撹乱を仕掛けるのみならず、車両をハッキングして遠隔操作し敵に突っ込ませるといった新たに可能となった戦法を駆使し、ブルーム社が張り巡らせたシステムに根付く腐敗に立ち向かう。
レンチ（Wrench）
日本語版声優：杉山紀彰
「デッドセック・サンフランシスコ」の一員で、戦略担当。眼の部分がドット式のデジタルスクリーンになったフェイスマスクを着けており、眼を絵文字の様にして様々な感情を表現する。マスクにはボイスチェンジャー機能もあり、甲高い声で話す。常日頃マスクを着けているのは、顔にある大きな痣がコンプレックスである為。本来の性格はあがり症で内気であり、マスクを奪われると別人のように大人しくなってしまう。映画オタクな気質があり、共通の話題の通じるマーカスとはすぐに打ち解けた。
ロボット工学にも拘りがあり、タイディス製のエモーショナルロボットを独自改造したレンチjrをレイの作戦に利用されそうになった時は憤慨する姿も見せた。
続編である『ウォッチドッグス レギオン』でもシーズンパスにおいてプレイアブルキャラとして登場する。
シターラ・ダーワン（Sitara Dhawan）
日本語版声優：浅川悠
「デッドセック・サンフランシスコ」の一員で、広報・情報担当。サンフランシスコ出身の女性メンバー。マーカスに携帯電話で指示や情報を送る。元DJでアートを手掛けており、その作品はハッキングと情報社会を風刺するような内容のものが多い。
ジョッシュ・ソーチャック（Josh "Hawt Sauce" Sauchak）
日本語版声優：橋本雅史
「デッドセック・サンフランシスコ」の一員で、ハッキング担当。自閉スペクトラム症を抱えているため、他人とのコミュニケーションを苦手とする。だがハッカー界では「Hawt Sauce」の名で知られる凄腕であり、高い暗号解析能力とどんなシステムでも破れる卓越したハッキング技術を持っている。本編開始前に行ったという友愛会館へのハッキングは、マーカスにも称賛されていた。小さな違いによく気付く特性により、メンバーで最初に外部（インバイト社）からのフォロワー数値操作に気付き、暗号解析力でブルーム社の連合に対抗する糸口を見つけ出す。
ホレイショ・カーリン（Horatio Carlin）
日本語版声優：柏野昌俊
「デッドセック・サンフランシスコ」を立ち上げたリーダーで、作戦立案担当。表向きはヌードル（nudle）社の社員である。物語中盤、難癖をつけてきたギャング「テズカス」のメンバーに拉致・拷問され、現場に駆けつけたマーカスに看取られ絶命する。（この一連の犯行はデッドセックを忌々しく思ったリーダーが手下に指示した事によるものだったため、テズカス全体がマーカスたちデッドセック・サンフランシスコによる報復の対象となる）

### 協力者
レイモンド・ケニー（Raymond "T-Bone" Kenney）
日本語版声優：山路和弘
「デッドセック・サンフランシスコ」の協力者、通称「Tボーン」「レイ」。前作から引き続き登場するキャラクター。かつてのctOSの生みの親であったが、自身が作り上げたctOSがブルーム社の影からの都市機能支配に利用されている事を知り、その陰謀を挫く方策を練りながら潜伏していたが、中盤、再起を誓ってハッカーズフェスタ「スウェルター・スケルター」で出会ったマーカスに協力をもちかける。ハッキングやctOSに関する自身の卓越した能力や知識は未だ陰りを知らない。
ミランダ・コメイ（Miranda Comay）
日本語版声優：咲野俊介
トランスジェンダーの市会議員。マーカスとは家族ぐるみで長い付き合いがある。複数のミッションを通して、マーカスやデッドセックに協力してくれる。

### 敵対者
ドゥシャン・ネメック（Dušan Nemec）
日本語版声優：藤原啓治
若くして成功を収めた、ブルーム（Blume）社の最高技術責任者。同社が開発・運営を行うctOSの全てを掌握している。目的の為には手段を選ばない非情な性格で、ctOSサービスの恩恵を受ける様々な企業・組織だけでなくFBIにまで圧力をかけ操作することで、デッドセックのメンバーを社会的に葬ろうとしている。
レノーラ・カストナー（Lenora Kastner）
日本語版声優：橘U子
デッドセックのライバルのハッカーグループ「プライム8」のリーダー。小太りな体型の中年女性で、周囲からは「レニ（Lenni）」と呼ばれている。とても嫌味な性格で、デッドセックを毛嫌いしている。
ドゥシャンから大金を積まれ、メンバーの素性公開をネタにマーカスを脅迫したり、デッドセックのサーバーをダウンさせたりと、様々な手でデッドセックの活動を妨害しようとする。
また彼女が登場するDLCミッションではあるヤマを追っており、利用目的でマーカスたちに接触してくる。このときにジョッシュとも顔をあわせるが、レニはジョッシュを見て、「子犬のようでかわいい」とべた褒めしていた。

### その他
エイデン・ピアース（Aiden Pearce）
「ウォッチドッグス」シリーズ前作の主人公であり、かつてTボーンが手を貸した人物。本作ではサイドミッションで少し登場し、マーカスが彼を救出することになる。なお、市内・町を散策していると何処からか彼の声が聞こえてくる。
ジョルディ・チン（Jordi Chin）
日本語版声優：山野井仁
前作ウォッチドッグスに登場した中国系アメリカ人のフィクサー。ビリー・フィンという白の高級ブランドスーツを着ている、身長185cm。
軽い印象だが腕は確か。ここ数年カウンセリングを受けている。仕事のため飛行機でシカゴからサンフランシスコに向かい、アントン・バグドノフというハッカーを追っていた。ランサムウェアを追っていたマーカスと鉢合わせた際、証拠隠滅のため殺そうとするも目的が同じと知り、なし崩し的に協力する。マーカスからスマホを受け取る際に、ハッキングによる攻撃をかなり警戒していた。
P-9mmやSVDなど様々な武器を扱い格闘もこなす。大型クルーザーに1人で乗り込み、搭乗していた敵を拳銃1つで殺し回っていた。
警察やctOSに似顔絵以外データがほとんど存在せず、ジョルディの名前が劇中に登場することは一度としてない。そのためマーカスからは「しゃれたスーツのごろつき」「サイコ野郎」と呼ばれていた。
テーブルトークRPG『ダンジョンズ&ドラゴンズ』を遊んだ事があるようで、マーカスを追ってゲームショップを訪れた際に、店員に取り扱いがあるかを確認していたが、エディション版を紹介されて話が噛み合わず混乱していた。

## ゲームプレイ
前作と同様に、本作はステルス要素のあるアクションアドベンチャーゲームである。三人称視点でハッカーのマーカス・ホロウェイを操作する。本作はオープンワールドであり、脚色されたサンフランシスコ・ベイエリアを舞台にしている。このオープンワールドは前作の舞台であるシカゴ都市圏の2倍以上の大きさがある。また、サンフランシスコ、オークランド、マリン郡（サウサリート市を含む）、シリコンバレーの4つの異なる地域によって構成されている。プレイヤーは徒歩で移動することができる。また、車、バス、ケーブルカー、バイク、四輪バイク、ボートなど、様々な乗り物で移動することができる。車両の操作は見直され、より使いやすくなるように設計された。プレイヤーは運転中に武器を使用することができる。マーカスにはアクロバティックな技術があり、町中いたるところでパルクールをすることができる。プレイヤーはミッションに取り組むために異なる方法を選ぶことができる。3Dプリンター製の銃や地雷のような爆発装置で敵を倒す攻撃的な方法や、バンジーコードに取り付けたビリヤードの球というマーカスの近接武器を選ぶことができる。あるいは、敵を回避したり、テーザー銃で一時的に敵を麻痺させたりして、ステルスという方法をとることができる。前作と同様に、本作は周囲の装置や地形を利用することを重視している。例えば、敵が近づいたときに電気ショックを発生させるため、空調機をハッキングすることがある。マーカスは戦術的に敵に対応するため、電気ショックデバイスや爆発装置を使うことがある。プレイヤーが犯罪を行うのを警察が目撃したり、ノンプレイヤーキャラクター（NPC）が警察に通報したりすると、警察はプレイヤーを逮捕しようとする。スキルツリーは前作と同様で、各スキルはゴースト、アグレッサー、トリックスターの3つのカテゴリーに区分されている。プレイスタイルによってアップグレードをカスタマイズできる。
マーカスはゲーム内のスマートフォンを使って、ctOSシステムにつながっている電子機器をハッキングすることができる。例えば、マーカスはNPCの個人情報を変えて、NPCを逮捕させたり、580s、テズカス、アンティ・スー・ボーイズ、ブラトワ、サンズ・オブ・ラグナロクなど、様々なギャングにNPCを攻撃させることができる。また、ゲーム内の携帯電話すべてをハッキングして、操作したり、車や信号機をハッキングして交通を混乱させたり、監視カメラをハッキングしたり、たくさんの人たちの電子機器をハッキングする「大量システムクラッシュ」を行ったりすることができる。プレイヤーは同じものをハッキングするとき、複数の選択肢を選ぶことができる。例えば、プレイヤーが車をハッキングしようとする場合、車を直接操作するか、車の制御を失わせて、適当な方向に衝突させるかすることができる。前作の主人公のエイデンとは異なり、マーカスは遠隔でハッキングや偵察に使うことができるクアッドコプターやリモコンカーなどの高度な装置を持っている。マーカスの衣服は700着以上からカスタマイズすることが可能であり、各地域で独自のファッションスタイルがある店から購入することができる。本作にはメインミッションとサイドミッションが複数あり、「オペレーション」と呼ばれている。オペレーションが完了するとすぐにマーカスのフォロワー数が増加する。

## マルチプレイ
今作でもシングルとマルチのシームレスな世界は健在であり、シングルプレイ中の街中に他のプレイヤーが潜伏していることもある。また、侵入要素や対戦のほか今回はCo-op機能（協力プレイ）も存在する。
オンライン協力（ONLINE COOP）
今作では協力プレイが標準搭載される。シングルモードの協力プレイに加え、各種アクティビティの同時プレイや協力プレイ対応・専用の自動生成ミッションも用意されている。
オンラインハッキング（ONLINE INVASIONS）
前作に引き続き登場。今作ではドローンやラジコン、車両ハッキングなど新たな要素が存在するため前作とは異なる戦略が要求される。基本的なルールはこちらを参照ウォッチドッグス#マルチプレイ。
バウンティハンター（BOUNTY HUNTER）
今作から登場する新たなモード。オンライン設定をオンにした状態で警察に追われるなど反社会的な行為を続けるプレイヤーは自動的にバウンティ（賞金首）となり、最大3人の他のプレイヤーの標的となるのでこれを撃退しなければならない。バウンティハンター側のプレイヤーはバウンティを倒すことで大きな報酬を獲得できるが、バウンティ側のプレイヤーがハンターを撃退した場合は更に多くの報酬を得ることができる。また問題を起こさずともゲーム内のアプリを使用し自らバウンティとして参加することもできる。

## 用語

### 基本用語
ctOS 2.0（シー・ティー・オーエス・2.0）
ウォッチドッグスの世界において、あらゆる機器に導入されているオペレーティング・システム。前作のシカゴにおいて、最終的にエイデンに破壊されたctOSの次世代版。前世代のctOSに比べ、機能がより拡充されており、主人公が序盤で本システムをハッキングした後、以下のように様々なことができるようになっている。
・他人の携帯を鳴らす
・一部の他人の携帯を漏電させ、持ち主を気絶させる
・他人の車を無人・有人問わず操作する
・不特定多数の携帯・車などを同時にハッキングすることも可能。
・偽の犯罪の証拠を他人のデータに埋め込み、警察にその人物を逮捕させる

### ハッカー集団
デッドセック（DedSec）
国際的なハッカー集団。メンバーは卓越した技術を持つハッカー達で構成されており、様々な企業・組織の不正告発や、隠匿された情報のリーク活動を主に行っている。
今作で登場するのは、その中でもサンフランシスコを拠点とするグループ「デッドセック・サンフランシスコ」。メンバーはシターラ・レンチ・ジョッシュ・ホレイショの4名で、そこに主人公のマーカスが加入。市に導入されているctOS 2.0の危険性や、それを利用してブルーム社や関連企業が行っている不正の実態を暴いていく。
デッドセック・サンフランシスコはシカゴのデッドセックをリスペクトして設立されているが、直接的な関係性はない。地下に設置した「ハッカースペース」と呼ばれる場所を拠点として活動しており、内部には高度な処理能力を持つコンピュータの他、警察や軍の銃器さえも精巧に再現できる高度な3Dプリンターが設置されている。
プライム8（Prime 8）
デッドセックと敵対しているハッカー集団。ATMの解析による不正な残高の捻出やマルウェアの拡散等、私利私欲の為にハッキングを使用する悪党の集まり。リーダーのレニがドゥシャンに大金を積まれたことで、デッドセックに敵対行動を起こす。

### 企業

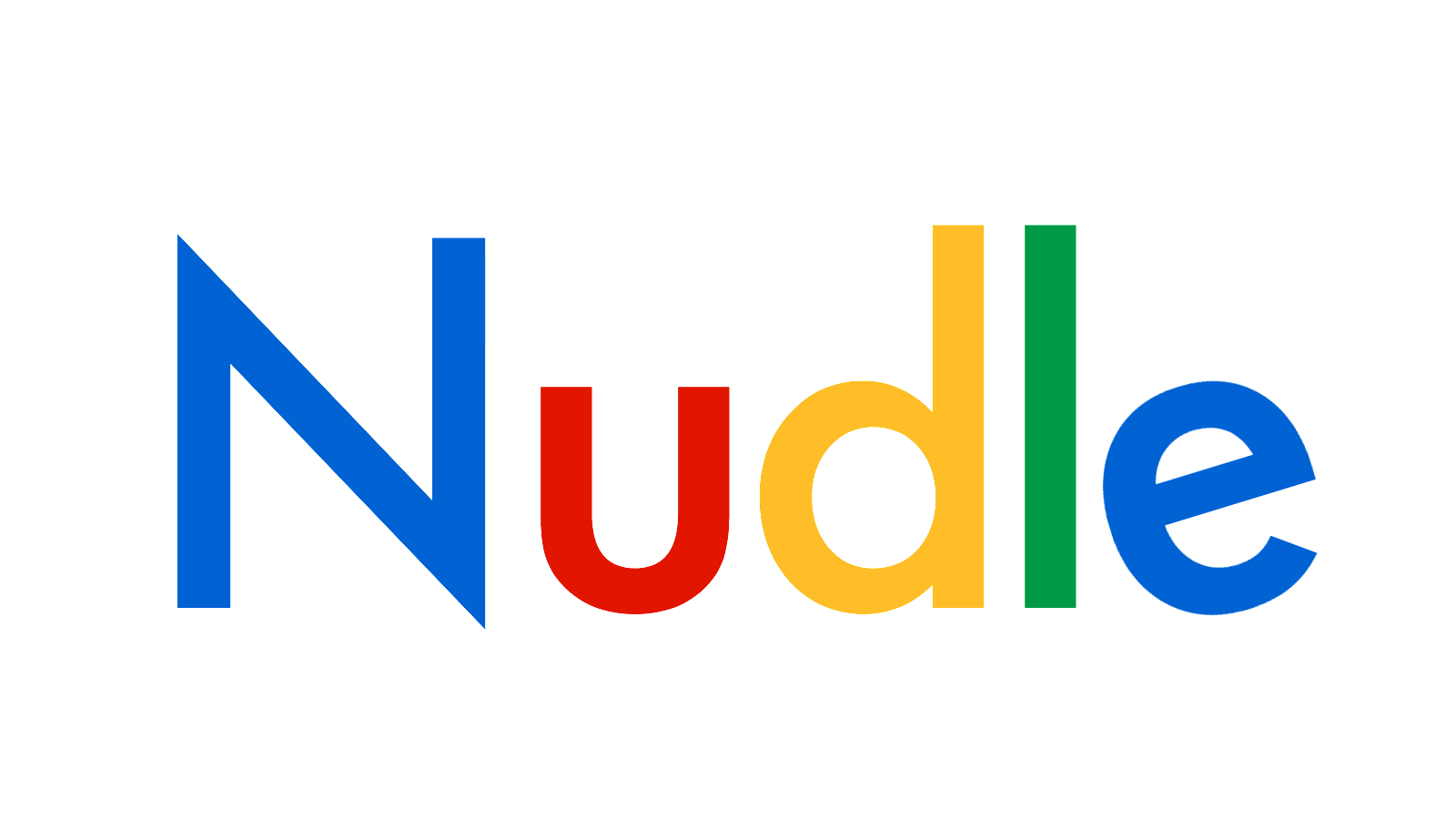
Nudle社のロゴ。Googleのロゴと酷似している。

ブルーム社（Blume Corporation）
システムの開発・運営を行う大手IT企業。パソコンや携帯端末のオペレーティング・システムや、ネットワーク管理の警備システムなど、あらゆるインフラシステムの提供・運営を行っており、そのシステムに自社のctOS 2.0を導入し、あらゆる企業・民衆から不正に情報を搾取している。
ヌードル社（Nudle）
IT系の大企業で、ウォッチドッグスの世界におけるGoogle。Google マップと同じような地図サービスである「Nudle Maps」や、検索エンジンである「Nudle Search」を手がけるなど、系列のサービスを多く開発している。本作のワールドマップ機能はNudle Mapsによるものという設定。本社はシリコンバレーにあり、本作のミッションで会社内に潜入することとなる。利用者の検索履歴や居場所などの情報を集め、そのデータをブルーム社などに不正提供をしていた。
ホーム・エレクトロニクス社（haum Electronics Inc,）
トースターから、ドアの鍵、テレビ、空調システムに至るまで、家の設備をインターネットにつないで自動化することにより、居住者の生活をより快適にするスマートホームの技術や商品・サービスを提供する大手企業。これらの機器によって居住者のあらゆる生活情報を集め、そのデータをオークションにかけてブルーム社やヘルスケアの企業などに不正に販売・提供をしていた。
インバイト社（Invite Corporation）
サンフランシスコ市内に本社を置く大手ソーシャルメディア。社屋などはTwitterの本社をモデルにしているが、サービス内容はFacebookに近い。フィードやコンテンツを偏向・操作することによって利用者を煽情し、マーク・スラス下院議員に投票させようとしていた。
タイディス社（Tidis Corporation）
精密機器やロボットの開発で名を挙げる大手機械メーカー。表ではインフォメーションロボットなどの製造元として知られているが、密かに軍や警察に提供するため、高い殺傷力とctOSへのアクセスを持つ接続の無人兵器を製造していた。
ガリレオ社
通信衛星やロケット打ち上げ事業を展開する民間航空宇宙会社。カリフォルニアにロケット打ち上げ施設を保有しており、ロケットの打ち上げを自力で行っている。
前作と同様、ctOS2.0のネットワークが通信衛星を利用しているため、デッドセックはロケット打ち上げ直前のガリレオ社に潜入することになる。
ユービーアイソフト
｢ウォッチドッグス｣シリーズなどを手掛けるゲームソフト会社。カリフォルニアにある支社にハッキングして、新作ゲームのトレーラー映像を盗み出すセルフパロディ的なミッションがある。
ユーメナイ・コーポレーション（Umeni Corporation）
民間軍事企業。作中で様々な契約企業の敷地を警備しており、警察以上の強力な武装の他、警備ロボットも所有している。そのため、彼らの追跡から生きて逃げ切るのは困難。

### その他の組織・団体
ニュードーン（New Dawn）
サンフランシスコに本部を置く宗教団体。当初は誰からも相手にされない無名の団体だったが、ジミー・シスカなどの著名人を広告塔に利用し規模を拡大、現在ではアメリカ国内だけで1500万人の会員、北米に1200以上の施設を持つ巨大な宗教団体となった。教団の行動を疑問に思った信者らを隔離したうえで再教育を施している事などの犯罪的な実態をデッドセックに暴露される。
テズカス（Tezcas）
ラテン系アメリカ人で構成されたストリートギャング。リーダーはパブロ・ザ・スキナー。非常に暴力的な集団であり、市民から恐れられている。コカイン密売を主な収入源としている。
サンズ・オブ・ラグナロク（Sons of Ragnarok）
白人のバイカー達が多く所属するギャング。メタンフェタミンと密輸銃器を売りさばいている。テロ組織と見做されており、プライム8と協力することがある。
アンティ・スー・ボーイズ（Auntie Shu Boys）
中華系マフィア。車の窃盗から麻薬の密売、人身売買などあらゆる犯罪を行う。主に人身売買と違法な株取引で利益を得ており、紙幣を偽造して麻薬の取引を行う。
580s（The 580s）
アフリカ系アメリカ人で構成されたギャング。地元の麻薬取引を支配しており、東オークランドのギャングと同盟を結んでいる。
ブラトワ（Bratva）
ロシアンマフィア。売春宿の経営や麻薬の密売を行っており、利益を得るためなら躊躇なく人命を危険にさらす。主に人身売買やサイバー犯罪を行い、ランサムウェアを使用して金を脅し取ったりする。

## 開発
E3 2014において、ユービーアイソフトのTony Keyは『ウォッチドッグス』の売上に満足しており、長期にわたるシリーズになると主張した。クリエイティブ・ディレクターのJonathan Morinによると、前作の主な目標は『ウォッチドッグス』というブランドを確立することであった。前作をより洗練させたものを作るのではなく、続編のリスクを負うことを意図していた。本作を改良するため、Morinと開発チームは前作の批評を読み、プレイヤーの意見を調査するため、NeoGAFや様々なフォーラムを見に行った。Morinたちの優先事項は「真実味のある」環境を作り、プレイヤーにより自由を与えて、前作の主人公のエイデンン・ピアースとは全く異なる性格の新しい主役を発表することであった。制作を援助するため、主要な開発者であるユービーアイソフトモントリオールは他のスタジオのユービーアイソフトトロント、ユービーアイソフトパリ、ユービーアイソフトブカレスト、ユービーアイソフトキーフ、Ubisoft Reflectionsと連携した。車両の操作はプレイヤーがより使いやすくなるように全面的に見直され、Ubisoft Reflectionsにより開発された。Ubisoft Reflectionsはユービーアイソフトのドライバーシリーズの開発者である。E3 2012で公開されたものに比べて、前作の映像の質が悪くなったという不満を踏まえ、前作とは異なり、本作は初めからPlayStation 4とXbox One向けに開発されたため、本作が前作と同じ結果で苦しむことにはならないとユービーアイソフトは保証した。その他に、前作から改良した点はより顕著にテーマに合うようにナラティブと結びつけたことである。メインオペレーションはそれぞれが最大90分続くストーリーアークのように組み立てられ、それぞれのオペレーションを完了すると物語が前進する。
ユービーアイソフトは顧問のハッカーと連携した。ハッカーは業界用語の使用を含め、本作の脚本の正当性を確認した。また、主題の信憑性を確保するため、ゲームメカニクスの正当性を確認した。ゲーム内のハッカー集団であるデッドセックが使用したプロパガンダはGIFアニメーション文化、グリッチアート、1940年代後半のコミック・ブックに影響を受けている。David Maynorはハッキングのアドバイザーとして役目を果たした。コンテンツディレクターのThomas Geffroydはハッカーコミュニティでの20年に及ぶ経験があり、作家のバイオレット・ブルーなどのハクティビストの情報を集め、開発チームに伝える仕事を任せられた。本作は実生活にも言及している。Project Chanologyは「偽りの利益」というミッションに脚色された。
ユービーアイソフトモントリオールはゲームの設定について調査するため、頻繁にカリフォルニアへ行き、現地のランドマークの大部分をゲーム内の地域に加えようとした。ゲーム内に加えられなかった地域に対して、その場所を再設定してゲーム内に加えた。プロデューサーのDominic Guayによると、ゲーム内に現実的で正確な場所があることは、プレイヤーがオープンワールドを探索するよう働きかけるため、本作に必要不可欠である。これまでのユービーアイソフトのオープンワールドゲームとは異なり、プレイヤーは場所やミッションを探すために塔に登る必要はない。その代わり、本作は初めから開かれており、プレイヤーは町を自由に探索できる。本作の新しい進行システムはプレイヤーにメインミッションの完了ではなく、フォロワー数を得る任務を課す。ユービーアイソフトモントリオールは、前述の方法とは別に、このシステムを通して探索を推奨し、町をもっと「自由に」感じられるようにしたいと考えている。本作にはプログラマーがおよそ60人ほど携わっており、本作の開発に専念していた。
『ウォッチドッグス』の続編について、前作の販売時からうわさされていたが、ユービーアイソフトは財務報告書を通して、2016年2月と5月に初めて公表した。その後、E3 2016のラインナップの一部として正式に発表された。数日後、オンライン上で20分の発表を行った。本作は2016年10月27日に工場出荷版になったと公表された。
本作のゲームエンジンはDisruptのアップグレード版である。

### 音楽
サウンドトラックはハドソン・モホークが作曲した。電子音楽とヒップホップを組み合わせ、浸透させ、カルトSF映画音楽のパレットから作り出された。ユービーアイソフトはオランダの音楽プロデューサーOliver Heldensと提携し、Heldensの楽曲である「Good Life」のミュージックビデオにデッドセック風の影響を与えた。利用許諾を受けた楽曲を入手するため、アメーバ・ミュージックと取引をした。モホークのサウンドトラックは『DedSec – Watch Dogs 2 (Original Game Soundtrack)』として、ワープ・レコーズを通して、独立して発売された。

## 販売
本作は6つのエディションに分けて、PlayStation 4、Windows、Xbox One向けに2016年11月15日に発売されるとユービーアイソフトは2016年6月8日に公表した。本作はPlayStation 4 Proで強化されるということが2016年9月に発表された。ユービーアイソフトはWindows版を十分に最適化することを確実にするため、Windows版の発売を2016年11月29日に遅らせるということを2016年10月に発表した。本作は8月に『Edge』の表紙に掲載された。無料のダウンロード版ソフトをソリッドステートドライブか、湾曲ゲーミングモニターの購入とセット販売にするため、ユービーアイソフトとサムスンが発売から2週間後に提携した。Amazonプライムで購入したソフトが発売日より前に配送され、シームレスなマルチプレイに問題があることが明らかになった。ユービーアイソフトはマルチプレイを発売日までに修正することを約束したが、マルチプレイは正しく動作しないと発売日に述べ、遅延やクラッシュが持続することに言及した。マルチプレイは発売から1週間後に使えるようになった。3時間遊べる無料の体験版をPlayStation 4向けに2017年1月17日に配布した。また、Xbox One向けには1月24日に利用できるようにした。
先行予約の「ゴールドエディション　コレクターズエディション」には武器のスキン、車両、ドローンなどの追加コンテンツが含まれる。「デラックスコレクターズエディション」には同じものが含まれるが、シーズンパスは含まれない。以上2つのエディションと「コレクターズエディション」には「レンチジュニア」と呼ばれるロボットが同梱される。このロボットはスマートフォンかタブレットのモバイルアプリケーションで操作できる。「ゴールドエディション」には前述の3つのエディションと同じ追加コンテンツとシーズンパスが含まれている。「デラックスエディション」にはシーズンパスが含まれていないが、他のエディションと同じ追加コンテンツが含まれている。ミッションの「ゾディアックキラー」も先行予約購入に含まれている。このミッションは主人公のマーカス・ホロウェイが有名なゾディアック事件と同じ手口をまねる模倣犯を追うものである。Twitchプライムの会員はXPブーストとスキンパックなどの無料のコンテンツを入手できる。「ScoutXpedition」はPlayStation 4の予約特典のミッションであったが、2017年1月に無料でダウンロードできるようになった。
本作はクラウドベースの配信サービスであるAmazon Luna向けに2020年11月23日に発売された。また、Google Stadia向けに2020年12月9日に発売された。

### ダウンロードコンテンツ
「Tボーンコンテンツバンドル」「ヒューマン・コンディション」「ノー・コンプロマイズ」「ルートアクセスバンドル」「サイケデリックパック」の5つのダウンロードコンテンツ（DLC）が発売された。ソニー・インタラクティブエンタテインメントと独占的な契約を結んだことにより、本作のDLCはすべて時限的にPlayStation 4で専売されていた。
- ルートアクセスバンドル（2016年12月に利用可能）[61]とサイケデリックパック（発売日に利用可能）にはゾディアックキラーのミッションと新規の衣装、車、スキン、武器が含まれる[58][59]。
- TボーンコンテンツバンドルはPlayStation 4向けに2016年12月22日に発売された[62]。協力プレイの新しい難易度「騒乱」、前作のキャラクターであるレイモンド・"Tボーン"・ケニーの衣服とトラックが含まれている[58][59]。
- ヒューマン・コンディションはPlayStation 4向けに2017年2月21日に発売され、Xbox OneとPC向けに3月23日に発売された[63]。サンフランシスコの科学医薬産業を舞台にした3つの新規ストーリーが含まれる。また、「アンチハッカー」と呼ばれる新しい敵のいる新規協力ミッションが含まれる。アンチハッカーはプレイヤーのハッキング用の装置をすべて妨害することができる技術的に精通した敵であり、正面からの攻撃に無防備になる[58][59]。
- ノー・コンプロマイズはPlayStation 4向けに2017年4月18日に発売され、Xbox OneとWindows向けに5月18日に発売された。新しいミッション、衣装、武器が含まれる[64]。

## 評価
ファミ通は発売1週間前に組んだ特集記事の中で、「主人公を復讐者から若いハッカーに変更し、前作に少しだけ登場したハッカー集団『デッドセック』を物語の中心に据えたことで、よりキャッチーでポップな作品に仕上げることに成功した」と評価している。
レビュー収集サイトのMetacriticによると、本作は批評家から概ね好意的な批評を得た。家庭用ゲーム機での技術的な問題はアップデート1.04パッチで修正された。『デストラクトイド』のZack Furnissは批評の中で、深刻さをなくす方向に雰囲気を変化させたことを称賛した。また、主人公のマーカス・ホロウェイはそのような雰囲気と似たような魅力と機知を持っていると述べた。使う場所を多数連想できるため、Furnissはハッキング要素を称賛した。また、ハッキング要素の性質は誰も殺さない方法と相性がよく、楽しむことができた。実際に、そのような理由で、銃を全く使わないことが可能であるとFurnissは感じた。前作から改良されたため、車両の操作を称賛したが、欠点としてグリッチやフレームレートの低さのような技術的な問題に言及した。Matt Buchholtzは『EGM』に寄稿し、本作は「ハクティビストの物語は少なくなり、サンフランシスコ湾に心地よく没頭するようになる」と考えた。設定、キャラクター、物語は前作からかなり改良されたこととして挙げられた。フォロワーを得ることを要求する任務はオープンワールドの探索の推奨に成功しているとBuchholtzは気付いた。しかし、主人公のことを考えると、殺人はかなりつじつまが合わないことにBuchholtzは気付いた。そのため、ステルスの使用を増やすようになった。『ゲーム・インフォーマー』のElise Favisは前作の要素と比較して、本作の要素について評価を落としたり、称賛したりした。Favisはゲームプレイにおいてハッキングが優先されていることや新しく「より洗練された」車両の操作を楽しんだ。しかし、主人公の行動と主人公の性格はつじつまが合わないことに気づき、脇役のキャラクターは「感じが悪く、心が狭いため、意味のある仲間になることはできない」と考えた。また、FavisはPlayStation 4のフレームレートが低くなるのを経験した。
『Game Revolution』のAron Garstは本作が「前作の悪い面のほとんどすべてを」是正したと述べ、そのため、シリーズにおける好ましい変化であるとした。『IGN』のDan Stapletonは前作のエイデン・ピアースよりマーカス・ホロウェイを気に入り、同じようにデッドセックの脇役のキャラクターを称賛した。しかし、プレイヤーが人を殺す選択した場合、マーカスに罪のない人たちを殺させる可能性があるという視点から見ると、マーカスの善悪の判断に関して誠実な傾向はStapletonにとって顕著な矛盾であった。従って、マーカスの性格は暴力を除外する唯一のものとして、また、ステルスという方法を明らかに推奨するものとして見ることができる。そのことが利用可能な道具の中で最も親切なものであるとStapletonは主張した。Philip Kollarは『Polygon』に寄稿し、本作は「若くて、制度に怒っていて、世界にとって最善のことを知っていると確信していること」につながることのできる人の興味をひくことに気づいた。本作の不真面目な態度は必然的にハッカー文化とオープンワールドジャンルに一致すると述べた。サンフランシスコは「巧みに設計されている」と言われる場所であり、Kollarにとって広さに圧倒されることはなかったが、サンフランシスコ全体をすぐに探索できる方法を活用して楽しんだ。銃が気になった点に不満を述べた。銃の使用は「想像力の完全な欠如」であり、「平和的なハクティビストのアノニマス風な集団」であるデッドセックのメンバーからすれば信じられない。『VideoGamer.com』のAlice Bellは「本作は少し洗練されておらず、マルチプレイに問題があったが、それでもデッドセックに参加することは大きな反乱である。キャラクターと関わることは非常に楽しく、町全体を自分の遊び場にすることができる」と述べた。

### 売上
ユービーアイソフトは本作の先行予約が期待外れであったことを2016年11月に明らかにした。このため、ユービーアイソフトはより保守的な方法を取り、2017年度後半の販売予測を減らした。しかし、CEOのYves Guillemotは本作が商業的な失敗にはならないと確信しており、本作を『Far Cry 3』と比較した。『Far Cry 3』は先行予約の売上が低迷したが、商業的に成功したゲームである。消費者が「様子見」をしているため、批評が本作の売上に大きな影響を与えるとGuillemotは考えた。Chart-Trackによると、本作はイギリスで発売週に2番目に売れたゲームになり、前作の売上より80％減少した。アメリカでは2017年1月の売上において8位になった。PlayStation 4版は日本で6万8796本売れた。ユービーアイソフトは収益報告で2019–20会計年度の終わり（2020年3月）までに、本作が1000万本以上売れたと2020年5月に発表した。